# D.A.R.K.
D.A.R.K. (до 2016 — Jetlag NYC) — американо-британская рок-группа, образованная в 2009 году бывшим басистом группы The Smiths Энди Рурком и диджеем Олегом Корецким (англ. Olé Koretsky). В апреле 2014 года к коллективу присоединилась вокалистка рок-группы The Cranberries Долорес О’Риордан.
В январе 2015 года Энди Рурк заявил в интервью журналу Warp о намерении группы отправиться в тур обновлённым составом летом 2015 года, однако тогда тур не состоялся.
В феврале 2016 года группа была переименована в D.A.R.K., в марте было объявлено о предстоящем выходе на лейбле Cooking Vinyl дебютного студийного альбома коллектива под названием Science Agrees. Альбом был выпущен 9 сентября 2016 года и получил смешанные отзывы.

## Дискография
- 2016 — Science Agrees

## Состав

### Нынешний состав
- Олег «Olé» Корецкий — вокал (с 2009)

### Бывшие участники
- Долорес О’Риордан — вокал, ритм-гитара[источник не указан 688 дней] (2014—2018, умерла)
- Энди Рурк — бас, гитара, ударные[источник не указан 688 дней] (2009—2023, умер)